# Alpe di Cedullo
L'Alpe di Cedullo è situata sul territorio di San Nazzaro nel Gambarogno ad un'altezza di 1287 m s.l.m., appartiene al Patriziato di San Nazzaro.
L'alpe è raggiungibile a piedi da Indemini in un'ora e un quarto di cammino, dall'Alpe di Neggia e dai Monti di Gerra.
Cedullo dista solo 10 minuti dal Colle di Sant'Anna che risulta una delle mete maggiormente visitate nelle escursioni della zona del Gambarogno anche perché fortemente pubblicizzata dall'ente turistico locale visto che ogni anno l'ultima domenica di luglio si svolge la tradizionale festa che attira centinaia di persone.
L'attività principale dell'Alpeggio è l'allevamento e, dopo la ristrutturazione del 1997, è stato adeguato anche il caseificio per la produzione di formaggi soprattutto di capra che vengono venduti soprattutto sul luogo ai viandanti di passaggio. È a disposizione anche una struttura ricettiva per soggiorni dopo la ristrutturazione del 2001.